# S2 (음악 그룹)
S2는 대한민국의 걸그룹이다. 2017년 미니 앨범 《허니야》로 데뷔했다.

## 방송
- 아이돌 리부팅 프로젝트 더 유닛 (2017)

## 음반
- 허니야 (2017)

## 공연
- 팬덤스쿨 2017 코리아 뮤직 페스티벌 (2017)